# Günther Enderlein
Günther Enderlein, född 7 juli 1872 i Leipzig, död 11 augusti 1968 i Wentorf, var en tysk entomolog och, senare, tillverkare av läkemedelsprodukter. Internationellt är han mest känd för sin forskning om insekter, men i Tyskland för sitt koncept om mikroorganismers pleomorfism och hans hypoteser om orsaken till cancer. Hypoteserna om pleomorfism och cancer har senare ansetts överbevisade, medan några idéer fortfarande är populära inom alternativmedicin.

## Biografi
Enderlein studerade vid universiteten i Leipzig och i Berlin, blev filosofie doktor i zoologi 1898 och professor 1924. Till att börja med arbetade han som assistent vid Museum für Naturkunde i Berlin, för att sedan flytta till Städtisches Museum i Stettin. Under första världskriget gjorde bristen på läkare att han arbetade som militär kirurg trots att han var biolog. Han återvände till Berlin 1919 och blev kvar där till 1937. År 1933 blev han produktionschef på ett litet läkemedelsföretag, Sanum. År 1944 grundade han sitt eget läkemedelsföretag IBICA. Han gav även ut en tidning som hette Akmon. Efter hans död gick IBICA och Sanum samman och bildade Sanum-Kehlbeck, som fortfarande är verksamt.

## Vetenskapligt arbete
Enderlein publicerade mer än 500 vetenskapliga artiklar, mest om insekter. Han arbetade med taxonomi och systematik av många tvåvingefamiljer. Enderlein namngav många insekter och några bär fortfarande hans namn. 